# Umberto Gandini (giornalista)
Umberto Gandini (Milano, 25 dicembre 1935 – Bolzano, 19 marzo 2021) è stato un traduttore, giornalista, scrittore e germanista italiano.

## Biografia
Nato a Milano, si trasferì dapprima a Merano e poi a Bolzano, ove nel 1961 trovò lavoro come giornalista per il quotidiano Alto Adige. Negli anni 1970 iniziò la sua attività di traduttore letterario, lavorando per molte case editrici nel corso degli anni: traduceva prevalentemente dalla lingua tedesca. Nel 2000 gli fu conferito il Premio "Ervino Pocar"; nel 2001 vinse il Premio Grinzane Cavour per la traduzione. Pubblicò due romanzi.

## Opere

### Romanzi
- Le indagini abusive di Marlòve, investigatore precario, Torino, Robin, 2009
- Come rubare un missile Cruise e vivere felici, Torino, Robin, 2011
- Teatro "Bestyon" due atti tratti dalla favola di Andersen " I vestiti dell'Imperatore"- vincitore secondo premio Concorso Naziona per testi di prosa 1973

### Traduzioni
- Tankred Dorst, Era glaciale, Torino, Einaudi, 1974
- Ödön von Horváth, Teatro popolare, Milano, Adelphi, 1974 (con Emilio Castellani)
- Peter Weiss, Il processo, Torino, Einaudi, 1977
- Walter Benjamin, Tre drammi radiofonici, Torino, Einaudi, 1978 (anche curatela)
- Thomas Bernhard, L'origine: un accenno, Milano, Adelphi, 1982
- Luis Trenker, Eroi della montagna, Milano, Dall'Oglio, 1982
- Cosima Wagner, La mia vita a Bayreuth: lettere e appunti 1883-1930, Milano, Rusconi, 1982
- Botho Strauß, Trilogia del rivedersi, Firenze, La casa Usher, 1983
- Rainer Werner Fassbinder, Teatro 1, Firenze, La casa Usher, 1984
- Joseph Zoderer, L'italiana, Milano, Mondadori, 1985
- Joseph Zoderer, Lontano, Milano, Mondadori, 1986
- Friedrich Dürrenmatt, Il minotauro, Milano, Marcos y Marcos, 1987
- Eberhard Horst, Costantino il Grande, Milano, Rusconi, 1987
- Georg Kaiser, Il cancelliere Krehler; Dal mattino a mezzanotte; L'incendio del Teatro dell'Opera, Milano, Mondadori, 1987 (con Italo Alighiero Chiusano)
- Joseph Zoderer, La felicità di lavarsi le mani, Milano, Mondadori, 1987
- Friedrich Dürrenmatt, Racconti, Milano, Feltrinelli, 1988
- Valentin Braitenberg, Il cervello e le idee: saggi sull'intelligenza, il linguaggio, la scienza, Milano, Garzanti, 1989
- Botho Strauß, Il giovane, Milano, Garzanti, 1990
- Alice Miller, La fiducia tradita: violenze e ipocrisie dell'educazione, Milano, Garzanti, 1991
- Peter Schneider, Dopo il muro, Milano, Sperling e Kupfer, 1992
- Martin Lindauer, Sulle tracce dell'altruismo: il funzionamento delle società animali, Milano, Feltrinelli, 1993
- Michael Ende, Il pifferaio magico, Milano, Mondadori, 1994 (anche curatela)
- Claus Gatterer, In lotta contro Roma: cittadini, minoranze e autonomie in Italia, Bolzano, Praxis 3, 1994
- Franz Kafka, Il castello, Milano, Feltrinelli, 1994 (anche curatela)
- Jean Paul, L'età della stupidera, Milano, Frassinelli, 1996
- Binjamin Wilkomirski, Frantumi. Un'infanzia 1939-1948, Milano, Mondadori, 1996
- Gabriele Praschl-Bichler, L'imperatrice Elisabetta: la vita di Sissi tra mito e realtà, Milano, Longanesi, 1997
- Lotti Golinger-Steinhaus, Caro Federico: storia di una famiglia ebrea, Bolzano, Raetia, 1998
- Jean Paul, Setteformaggi, Milano, Frassinelli, 1998
- Eveline Hasler, La strega bambina, Milano, Longanesi, 1999
- Guido Knopp, Tutti gli uomini di Hitler, Milano, Corbaccio, 1999
- Franziska Stalmann, Champagne e camomilla, Milano, Feltrinelli, 1999
- Guido Knopp, Complici ed esecutori di Hitler, Milano, Corbaccio, 2000
- Walter Moers, Le tredici vite e mezzo del capitano Orso Blu, Milano, Salani, 2000
- Henning Boëtius, Fenice, Milano, Longanesi, 2001
- Peter Handke, Lucia nel bosco con quelle cose lì, Milano, Garzanti, 2001
- Franz Herre, Maria Teresa: il destino di una sovrana, Milano, Mondadori, 2001
- Guido Knopp, Figli di Hitler, Milano, Corbaccio, 2001
- Walter Moers, Ensel e Krete: una storia di Zamonia narrata da Idelfonso de' Sventramitis, Milano, Salani, 2002
- Guido Knopp, Olocausto, Milano, Corbaccio, 2003
- Rüdiger Safranski, Quanta globalizzazione possiamo sopportare?, Milano, Longanesi, 2003
- Bernhard Schlink, L'inganno di Selb, Milano, Garzanti, 2003
- Erik Hornung, La Valle dei Re, Torino, Einaudi, 2004
- Guido Knopp, Tedeschi in fuga: l'odissea di milioni di civili cacciati dai territori occupati dall'Armata rossa alla fine della seconda guerra mondiale, Milano, Corbaccio, 2004
- Walter Moers, Rumo e i prodigi nell'oscurità, Milano, Salani, 2004
- Christoph Reuter, La mia vita è un'arma: storia e psicologia del terrorismo suicida, Milano, Longanesi, 2004
- Stefan Zweig, L'impazienza del cuore, Milano, Frassinelli, 2004
- Wibke Bruhns, Il cospiratore, Milano, Longanesi, 2005
- Walter Moers, Folle viaggio nella notte, Milano, Salani, 2005
- Sybille Steinbacher, Auschwitz: la città, il lager, Torino, Einaudi, 2005
- Ilija Trojanow, Il collezionista di mondi, Milano, Ponte alle grazie, 2007
- Albrecht Beutelspacher, Le meraviglie della matematica: 66 esperienze spiegate attraverso i numeri, Milano, Ponte alle grazie, 2008
- Franz Kafka, America, Milano, Feltrinelli, 2008 (anche curatela)
- Walter Moers, L'accalappiastreghe, Milano, Salani, 2008
- Albrecht Beutelspacher; Marcus Wagner, Piega e spiega la matematica: laboratorio di giochi matematici, Milano, Ponte alle grazie, 2009
- Sabine Gruber, Vita in anagramma, Roma, Gaffi, 2010
- Gerlinde Kaltenbrunner; Karin Steinbach, Da sola: la mia passione per gli Ottomila, Milano, Corbaccio, 2010
- Guido Knopp, Wehrmacht: la macchina da guerra del Terzo Reich, Milano, Corbaccio, 2010
- Charlotte Link, Nobody, Milano, Corbaccio, 2010
- Emine Sevgi Özdamar, Il ponte del corno d'oro, Milano, Ponte alle grazie, 2010
- Charlotte Link, Il peccato dell'angelo, Milano, Corbaccio, 2011
- Rüdiger Safranski, Il romanticismo, Milano, Longanesi, 2011
- Charlotte Link, Oltre le apparenze, Milano, Corbaccio, 2012
- Johann W. Goethe, Le affinità elettive, Milano, Feltrinelli, 2013